# Missy Stone
Missy Stone (Texas, 26 novembre 1987) è un'ex attrice pornografica statunitense.
Nata in Texas, Missy Stone è cresciuta nel Maryland. È entrata nell'industria del cinema pornografico attorno ai vent'anni e ad oggi ha girato oltre cento film. Ha inoltre realizzato dei video per il web.
Dal marzo 2008 fu rappresentata dalla Lisa Ann's Talent Management. Nel 2010 annuncia il ritiro definitivo dalla scene.

## Riconoscimenti
- 2009 AVN Award nominee – Best Anal Sex Scene – Missy-Behavin'
- 2009 AVN Award nominee – Best New Starlet
- 2009 XBIZ Award nominee – New Starlet of the Year[4]
- 2010 XRCO Award nominee – Unsung Siren

## Filmografia
- Bring 'um Young 26 (2007)
- Initiations 21 (2007)
- A Cup Girls (2008)
- Anal Cavity Search 5 (2008)
- Anal Invaders 5 (2008)
- Anal Prostitutes On Video 6 (2008)
- ATK Petite Amateurs 3 (2008)
- Babes Illustrated 18 (2008)
- Bait 6 (2008)
- Barely Legal 18 and Easy 2 (2008)
- Breakroom Betties (2008)
- Butthole Whores 3 (2008)
- Cheerleader Auditions 7 (2008)
- Cum Stained Casting Couch 11 (2008)
- Daddy's Little Princess 3 (2008)
- Diggin in the Gapes 2 (2008)
- Don't Let Daddy Know 5 (2008)
- Fuck for Dollars 8 (2008)
- Hookers and Blow 1 (2008)
- House of Ass 9 (2008)
- I Film Myself 7 (2008)
- I Have a Wife 1 (2008)
- I'm A Big Girl Now 8 (2008)
- It's a Daddy Thing 5 (2008)
- It's a Mommy Thing 4 (2008)
- Missy-BEhavin' (2008)
- Naughty College School Girls 47 (2008)
- Naughty College School Girls 49 (2008)
- Paste My Face 12 (2008)
- POV Cocksuckers 6 (2008)
- Private Fetish 4: Prisoners of Sodomy (2008)
- Splash Zone (2008)
- Spring Chickens 20 (2008)
- Sweet and Petite 4 (2008)
- Teen Tryouts Audition 56 (2008)
- Teenage Anal Princess 8 (2008)
- Teenage Pink POV 3 (2008)
- Titillating Temptations (2008)
- Weapons of Ass Destruction 6 (2008)
- Whale Tail 4 (2008)
- Who's That Girl 6 (2008)
- 70s Show: A XXX Parody (2009)
- Anal Academics (2009)
- Anal Ballerinas (2009)
- Asseaters Unanimous 18 (2009)
- ATK Petite Amateurs 4 (2009)
- Barefoot Confidential 62 (2009)
- Barely Legal 18 and Easy 4 (2009)
- Barely Legal 94 (2009)
- Barely Legal All By Myself 4 (2009)
- Barely Legal BFF's (2009)
- Bree Exposed (2009)
- Bree's Anal Invasion (2009)
- Butt Licking Anal Whores 12 (2009)
- Chicks Gone Crazy (2009)
- Cougars Love Kittens (2009)
- Couples Seeking Teens 1 (2009)
- Diesel Dongs 7 (2009)
- Face Invaders 4 (2009)
- First Time Auditions 8 (2009)
- Fuck Face (2009)
- Fuck Machines 4 (2009)
- Girlvana 5 (2009)
- Hustler's Untrue Hollywood Stories: Paris (2009)
- I Wanna Buttfuck An Indian 3 (2009)
- Intense Climax (2009)
- Intimate Touch 1 (2009)
- Jailbait 6 (2009)
- Keeping It Up For The Kard-ASS-ians 1 (2009)
- Let Me Jerk You 1 (2009)
- Masturbation Nation 1 (2009)
- Masturbation Nation 3 (2009)
- Naughty Bookworms 15 (2009)
- Nymphetamine 4 (2009)
- Orgy Sex Parties 7 (2009)
- Pop Shots 10 (2009)
- Puckered Up (2009)
- Pump My Ass Full Of Cum 2 (2009)
- Pure Cherry Girls 2 (2009)
- Scary Big Dicks 1 (2009)
- Scrubs: A XXX Parody (2009)
- Sexquake (2009)
- Slam It Even Harder (2009)
- Slutty Gaggers 3 (2009)
- Solamente 4 (2009)
- Sorry Daddy, Whitezilla Broke My Little Pussy 2 (2009)
- Squirt-A-Holics 5 (2009)
- Suck It Dry 7 (2009)
- This Ain't Happy Days XXX 1 (2009)
- This Ain't Hell's Kitchen XXX (2009)
- This Ain't Saved By The Bell XXX (2009)
- Tied and Sodomized (2009)
- Too Big for Teens 2 (2009)
- Tunnel Butts 3 (2009)
- Untapped Assets 1 (2009)
- Wank My Wood 3 (2009)
- Who's Your Daddy 12 (2009)
- XXX at Work 2 (2009)
- YA 37 (2009)
- Your Ass Is Mine (2009)
- 18YearsOld.com 7 (2010)
- Anally Yours... Love, Kristina Rose (2010)
- Barely Legal All Anal (2010)
- Barely Legal Cumming Of Age 3 (2010)
- Barely Legal POV 8 (2010)
- Belladonna's Heavy Petting (2010)
- Brazzers Presents: The Parodies 1 (2010)
- Busty Maids (2010)
- Crazy for Pussy 2 (2010)
- Faye N' Georgia Birthday Bash (2010)
- Glamorous (2010)
- Interoffice Intercourse (2010)
- Kittens vs. Cougars (2010)
- Letter A Is For Asshole (2010)
- Monster Dicks In Little White Chicks (2010)
- Outnumbered 5 (2010)
- Professional Girls (2010)
- Pure 18 13 (2010)
- Road Queen 14 (2010)
- Rocco's Power Slave 1 (2010)
- Rocco's Psycho Love 1 (2010)
- Slut Tracker 1 (2010)
- Sunny Leone Loves HD Porn 2 (2010)
- Teens Like It Big 6 (2010)
- Teens Like It Big 7 (2010)
- Tight Holes Big Poles 1 (2010)
- Barely Legal Brunette Beauties (2011)
- Behind The Porn (2011)
- Kittens At Play (2011)
- Squirting with the Stars 4 (2011)
- Sticky Teen Faces 3 (2011)
- Surreal Sex 4 (2011)
- Teen Hitchhikers 23 (2011)
- Teens Like It Big 9 (2011)
- Wham Bam 2 (2011)
- ASSministrators ASSistant (2012)
- College Drop Out 3 (2012)
- I Fuck on the First Date (2012)
- Jurassic Cock 4 (2012)
- Lip Service (2012)
- Paranormal Cracktivity 2 (2012)
- Rachel Roxxx Your World (2012)
- Spunkmouth 7 (2012)
- Teens At Work 1 (2012)
- Adult Guidance 5 (2013)
- Ass Angels 10 (2013)
- Feels Like The First Time (2013)
- Naughty Girls 2 (2013)
- Piece of Ass (2013)
- Schoolgirl Fever (2013)
- Squirtatious 2 (2013)
- Teen Booty Beatdown (2013)